# Tour de Corse 2003
Il Tour de Corse 2003, ufficialmente denominato 47éme Tour de Corse - Rallye de France, è stata la dodicesima tappa del campionato del mondo rally 2003 nonché la quarantasettesima edizione del Tour de Corse e la trentesima con valenza mondiale. La manifestazione, valevole anche come Rally di Francia, si è svolta dal 17 al 19 ottobre sulle tortuose strade asfaltate che attraversano le zone montuose della Corsica; si gareggiò come nell'edizione precedente nei territori situati attorno al capoluogo Ajaccio, nel cui aeroporto venne allestito anche il parco assistenza per i concorrenti.
L'evento è stato vinto dal norvegese Petter Solberg, navigato dal britannico Phil Mills, alla guida di una Subaru Impreza WRC2003 della squadra ufficiale 555 Subaru WRT, al loro quarto successo in carriera e al terzo in stagione dopo le vittorie ottenute a Cipro e in Australia, precedendo la coppia spagnola formata da Carlos Sainz e Marc Martí, su Citroën Xsara WRC della scuderia Citroën Total, e quella belga composta da François Duval e Stéphane Prévot, al volante di una Ford Focus RS WRC 03 del team Ford Rallye Sport.
In Corsica si disputava anche la settima e ultima tappa del campionato PWRC, che ha visto vincere l'equipaggio britannico costituito da Niall McShea e Chris Patterson, su Mitsubishi Lancer Evo VI della scuderia Neil Allport Motorsports, al loro unico successo stagionale di categoria. Il campionato piloti è stato invece conquistato dal connazionale Martin Rowe su Subaru Impreza WRX STi, autore di cinque podi su sei gare disputate, tra cui una vittoria.

## Dati della prova
| Denominazione ufficiale              | Tour de Corse - Rallye de France                                             |
| Tappa N°                             | 12 di 14                                                                     |
| Edizione N°                          | 47                                                                           |
| Data manifestazione                  | da venerdì 17/10/2003 a domenica 19/10/2003                                  |
| Sede ospitante                       | Ajaccio (Corsica del Sud, Corsica)                                           |
| Sede parco assistenza                | Campo dell'Oro, Ajaccio (Corsica del Sud, Corsica)                           |
| Superficie                           | Asfalto                                                                      |
| Direttore di gara                    | Robert Lagulhon                                                              |
| Iscritti                             | 71                                                                           |
| Partiti                              | 62                                                                           |
| Arrivati                             | 34 (54,8 %)                                                                  |
| Prove                                | 16                                                                           |
| Prova più breve                      | 14,64 km (PS1 e PS4: Cargese - Paomia)                                       |
| Prova più lunga                      | 40,94 km (PS9 e PS12: Col de Carazzi - Bastelica)                            |
| Prova più lenta                      | velocità media di 87,90 km/h (PS8: Pont de la Masina - Col St. Georges 1)    |
| Prova più veloce                     | velocità media di 98,06 km/h (PS6: Golfe de la Liscia - Sarrola Carcopino 2) |
| Lunghezza complessiva prove speciali | 397,40 km (47,1% della distanza totale)                                      |
| Lunghezza complessiva trasferimenti  | 574,35 km                                                                    |
| Distanza totale                      | 971,75 km                                                                    |

## Itinerario
| Frazione            | Prova  | Ora    | Nome                                         | Partenza                             | Arrivo                               | Lunghezza | Totale    |
| ------------------- | ------ | ------ | -------------------------------------------- | ------------------------------------ | ------------------------------------ | --------- | --------- |
| Frazione 1 (17 ott) | PS1    | 10:11  | Cargese - Paomia 1                           | Cargese                              | Vico                                 | 14,64 km  | 95,30 km  |
| Frazione 1 (17 ott) | PS2    | 10:44  | Vico - Pont du Liamone 1                     | Vico                                 | Coggia                               | 15,49 km  | 95,30 km  |
| Frazione 1 (17 ott) | PS3    | 11:17  | Golfe de la Liscia - Sarrola Carcopino 1     | Calcatoggio                          | Sarrola-Carcopino                    | 17,52 km  | 95,30 km  |
| Frazione 1 (17 ott) |        | 12:57  | Assistenza – Campo dell'Oro (20 min)         | Assistenza – Campo dell'Oro (20 min) | Assistenza – Campo dell'Oro (20 min) | –         | 95,30 km  |
| Frazione 1 (17 ott) | PS4    | 14:23  | Cargese - Paomia 2                           | Cargese                              | Vico                                 | 14,64 km  | 95,30 km  |
| Frazione 1 (17 ott) | PS5    | 14:56  | Vico - Pont du Liamone 2                     | Vico                                 | Coggia                               | 15,49 km  | 95,30 km  |
| Frazione 1 (17 ott) | PS6    | 15:29  | Golfe de la Liscia - Sarrola Carcopino 2     | Calcatoggio                          | Sarrola-Carcopino                    | 17,52 km  | 95,30 km  |
| Frazione 1 (17 ott) |        | 16:09  | Assistenza – Campo dell'Oro (45 min)         | Assistenza – Campo dell'Oro (45 min) | Assistenza – Campo dell'Oro (45 min) | –         | 95,30 km  |
|                     |        |        |                                              |                                      |                                      |           |           |
| Frazione 2 (18 ott) |        | 07:30  | Assistenza – Campo dell'Oro (10 min)         | Assistenza – Campo dell'Oro (10 min) | Assistenza – Campo dell'Oro (10 min) | –         | 190,00 km |
| Frazione 2 (18 ott) | PS7    | 08:33  | Ampaza - Petreto 1                           | Santa Maria-Sichè                    | Petreto-Bicchisano                   | 38,64 km  | 190,00 km |
| Frazione 2 (18 ott) | PS8    | 09:36  | Pont de la Masina - Col St. Georges 1        | Urbalacone                           | Grosseto-Prugna                      | 15,42 km  | 190,00 km |
| Frazione 2 (18 ott) |        | 10:36  | Assistenza – Campo dell'Oro (20 min)         | Assistenza – Campo dell'Oro (20 min) | Assistenza – Campo dell'Oro (20 min) | –         | 190,00 km |
| Frazione 2 (18 ott) | PS9    | 11:29  | Col de Carazzi - Bastelica 1                 | Peri                                 | Bastelica                            | 40,94 km  | 190,00 km |
| Frazione 2 (18 ott) |        | 13:04  | Assistenza – Campo dell'Oro (20 min)         | Assistenza – Campo dell'Oro (20 min) | Assistenza – Campo dell'Oro (20 min) | –         | 190,00 km |
| Frazione 2 (18 ott) | PS10   | 14:07  | Ampaza - Petreto 2                           | Santa Maria-Sichè                    | Petreto-Bicchisano                   | 38,64 km  | 190,00 km |
| Frazione 2 (18 ott) | PS11   | 15:10  | Pont de la Masina - Col St. Georges 2        | Urbalacone                           | Grosseto-Prugna                      | 15,42 km  | 190,00 km |
| Frazione 2 (18 ott) |        | 16:10  | Assistenza – Campo dell'Oro (20 min)         | Assistenza – Campo dell'Oro (20 min) | Assistenza – Campo dell'Oro (20 min) | –         | 190,00 km |
| Frazione 2 (18 ott) | PS12   | 17:03  | Col de Carazzi - Bastelica 2                 | Peri                                 | Bastelica                            | 40,94 km  | 190,00 km |
| Frazione 2 (18 ott) |        | 18:23  | Assistenza – Campo dell'Oro (45 min)         | Assistenza – Campo dell'Oro (45 min) | Assistenza – Campo dell'Oro (45 min) | –         | 190,00 km |
|                     |        |        |                                              |                                      |                                      |           |           |
| Frazione 3 (19 ott) |        | 07:15  | Assistenza – Campo dell'Oro (20 min)         | Assistenza – Campo dell'Oro (20 min) | Assistenza – Campo dell'Oro (20 min) | –         | 112,10 km |
| Frazione 3 (19 ott) | PS13   | 08:13  | Penitencier Coti - Chiavari - Pietra Rossa 1 | Coti-Chiavari                        | Serra di Ferro                       | 24,24 km  | 112,10 km |
| Frazione 3 (19 ott) | PS14   | 08:55  | Pont de Calzola - Agosta 1                   | Pila-Canale                          | Pietrosella                          | 31,81 km  | 112,10 km |
| Frazione 3 (19 ott) |        | 10:50  | Assistenza – Campo dell'Oro (20 min)         | Assistenza – Campo dell'Oro (20 min) | Assistenza – Campo dell'Oro (20 min) | –         | 112,10 km |
| Frazione 3 (19 ott) | PS15   | 11:47  | Penitencier Coti - Chiavari - Pietra Rossa 2 | Coti-Chiavari                        | Serra di Ferro                       | 24,24 km  | 112,10 km |
| Frazione 3 (19 ott) | PS14   | 12:30  | Pont de Calzola - Agosta 2                   | Pila-Canale                          | Pietrosella                          | 31,81 km  | 112,10 km |
| Frazione 3 (19 ott) |        | 13:25  | Assistenza – Campo dell'Oro (20 min)         | Assistenza – Campo dell'Oro (20 min) | Assistenza – Campo dell'Oro (20 min) | –         | 112,10 km |
| Totale              | Totale | Totale | Totale                                       | Totale                               | Totale                               | Totale    | 397,40 km |

## Risultati

### Classifica
| Pos.                   | Nº       | Pilota            | Co-pilota            | Auto                      | Squadra                      | Classe    | Tempo     | Distacco | Punti    |
| Generale               | Generale | Generale          | Generale             | Generale                  | Generale                     | Generale  | Generale  | Generale | Generale |
| ---------------------- | -------- | ----------------- | -------------------- | ------------------------- | ---------------------------- | --------- | --------- | -------- | -------- |
| 1.                     | 7        | Petter Solberg    | Phil Mills           | Subaru Impreza WRC2003    | 555 Subaru WRT               | WRC       | 4h20'15"3 | –        | 10       |
| 2.                     | 19       | Carlos Sainz      | Marc Martí           | Citroën Xsara WRC         | Citroën Total                | WRC       | 4h20'51"9 | +36"6    | 8        |
| 3.                     | 5        | François Duval    | Stéphane Prévot      | Ford Focus RS WRC 03      | Ford Rallye Sport            | WRC       | 4h20'57"0 | +41"7    | 6        |
| 4.                     | 1        | Marcus Grönholm   | Timo Rautiainen      | Peugeot 206 WRC (2002)    | Marlboro Peugeot Total       | WRC       | 4h21'24"5 | +1'09"2  | 5        |
| 5.                     | 17       | Colin McRae       | Derek Ringer         | Citroën Xsara WRC         | Citroën Total                | WRC       | 4h21'41"3 | +1'26"0  | 4        |
| 6.                     | 3        | Gilles Panizzi    | Hervé Panizzi        | Peugeot 206 WRC (2002)    | Marlboro Peugeot Total       | WRC       | 4h22'14"0 | +1'58"7  | 3        |
| 7.                     | 8        | Tommi Mäkinen     | Kaj Lindström        | Subaru Impreza WRC2003    | 555 Subaru WRT               | WRC       | 4h22'41"1 | +2'25"8  | 2        |
| 8.                     | 2        | Richard Burns     | Robert Reid          | Peugeot 206 WRC (2002)    | Marlboro Peugeot Total       | WRC       | 4h22'52"0 | +2'36"7  | 1        |
| 9.                     | 20       | Philippe Bugalski | Jean-Paul Chiaroni   | Citroën Xsara WRC         | Citroën Total                | WRC       | 4h23'02"1 | +2'46"8  | -        |
| 10.                    | 6        | Mikko Hirvonen    | Jarmo Lehtinen       | Ford Focus RS WRC 02      | Ford Rallye Sport            | WRC       | 4h24'10"7 | +3'55"4  | -        |
| Campionato piloti PWRC |          |                   |                      |                           |                              |           |           |          |          |
| 1. (16.)               | 60       | Niall McShea      | Chris Patterson      | Mitsubishi Lancer Evo VI  | Neil Allport Motorsports     | N4 / PWRC | 4h49'47"8 | –        | 10       |
| 2. (17.)               | 54       | Toshihiro Arai    | Tony Sircombe        | Subaru Impreza WRX STi    | Subaru Production Rally Team | N4 / PWRC | 4h50'45"4 | +57"6    | 8        |
| 3. (18.)               | 55       | Martin Rowe       | Trevor Agnew         | Subaru Impreza WRX STi    | David Sutton Cars Ltd        | N4 / PWRC | 4h54'51"8 | +5'04"0  | 6        |
| 4. (19.)               | 61       | Janusz Kulig      | Maciej Szczepaniak   | Mitsubishi Lancer Evo VII | Mobil 1 Team Poland          | N4 / PWRC | 4h55'46"2 | +5'58"4  | 5        |
| 5. (20.)               | 65       | Stig Blomqvist    | Ana Goñi             | Subaru Impreza WRX STi    | David Sutton Cars Ltd        | N4 / PWRC | 4h55'51"4 | +6'03"6  | 4        |
| 6. (23.)               | 69       | Bob Colsoul       | Tom Colsoul          | Mitsubishi Lancer Evo VII | -                            | N4 / PWRC | 4h57'57"3 | +8'09"5  | 3        |
| 7. (25.)               | 80       | Ricardo Triviño   | Jordi Barrabés Costa | Mitsubishi Lancer Evo VII | -                            | N4 / PWRC | 5h07'13"9 | +17'26"1 | 3        |
| 8. (29.)               | 70       | Riccardo Errani   | Stefano Casadio      | Mitsubishi Lancer Evo VI  | -                            | N4 / PWRC | 5h28'17"8 | +38'30"0 | 1        |

| Principali ritiri | Principali ritiri | Principali ritiri | Principali ritiri | Principali ritiri          | Principali ritiri        | Principali ritiri | Principali ritiri  | Principali ritiri |
| PS                | Nº                | Pilota            | Co-pilota         | Auto                       | Squadra                  | Classe            | Causa              | Pos.              |
| ----------------- | ----------------- | ----------------- | ----------------- | -------------------------- | ------------------------ | ----------------- | ------------------ | ----------------- |
| PS 1              | 14                | Didier Auriol     | Denis Giraudet    | Škoda Fabia WRC            | Škoda Motorsport         | WRC               | Problemi elettrici | –                 |
| PS 9              | 76                | Patrick Richard   | Ola Fløene        | Subaru Impreza WRX STi     | Subaru Rally Team Canada | N4 / PWRC         | Rottura meccanica  | 38º               |
| PS 15             | 4                 | Markko Märtin     | Michael Park      | Ford Focus RS WRC 03       | Ford Rallye Sport        | WRC               | Incidente          | 12º               |
| PS 15             | 52                | Dani Solà         | Álex Romaní       | Mitsubishi Lancer Evo VIII | -                        | N4 / PWRC         | Rottura meccanica  | 27º               |

Legenda
| Icona | Classe                                                                                  |
| ----- | --------------------------------------------------------------------------------------- |
| WRC   | Equipaggio di classe A8 che può conquistare punti per il campionato costruttori WRC     |
| WRC   | Equipaggio di classe A8 che non può conquistare punti per il campionato costruttori WRC |
| PWRC  | Equipaggio registrato al campionato PWRC                                                |
| JWRC  | Equipaggio registrato al campionato Junior WRC                                          |
|       | Ulteriori classificazioni                                                               |

### Prove speciali
| Frazione            | Prova | Ora   | Nome                                         | Lunghezza | Vincitori                      | Tempo   | Velocità media | Leader del rally               |
| ------------------- | ----- | ----- | -------------------------------------------- | --------- | ------------------------------ | ------- | -------------- | ------------------------------ |
| Frazione 1 (17 ott) | PS1   | 10:11 | Cargese - Paomia 1                           | 14,64 km  | Carlos Sainz Luis Moya         | 9'49"6  | 89,39 km/h     | Carlos Sainz Luis Moya         |
| Frazione 1 (17 ott) | PS2   | 10:44 | Vico - Pont du Liamone 1                     | 15,49 km  | Sébastien Loeb Daniel Elena    | 10'04"6 | 92,23 km/h     | Markko Märtin Michael Park     |
| Frazione 1 (17 ott) | PS3   | 11:17 | Golfe de la Liscia - Sarrola Carcopino 1     | 17,52 km  | Markko Märtin Michael Park     | 10'43"6 | 98,00 km/h     | Markko Märtin Michael Park     |
| Frazione 1 (17 ott) | PS4   | 14:23 | Cargese - Paomia 2                           | 14,64 km  | François Duval Stéphane Prévot | 9'45"3  | 90,05 km/h     | Sébastien Loeb Daniel Elena    |
| Frazione 1 (17 ott) | PS5   | 14:56 | Vico - Pont du Liamone 2                     | 15,49 km  | Markko Märtin Michael Park     | 10'03"6 | 92,39 km/h     | Sébastien Loeb Daniel Elena    |
| Frazione 1 (17 ott) | PS6   | 15:29 | Golfe de la Liscia - Sarrola Carcopino 2     | 17,52 km  | Markko Märtin Michael Park     | 10'43"2 | 98,06 km/h     | Sébastien Loeb Daniel Elena    |
|                     |       |       |                                              |           |                                |         |                | Sébastien Loeb Daniel Elena    |
| Frazione 2 (18 ott) | PS7   | 08:33 | Ampaza - Petreto 1                           | 38,64 km  | Markko Märtin Michael Park     | 25'32"2 | 90,79 km/h     | Sébastien Loeb Daniel Elena    |
| Frazione 2 (18 ott) | PS8   | 09:36 | Pont de la Masina - Col St. Georges 1        | 15,42 km  | Mikko Hirvonen Jarmo Lehtinen  | 10'31"5 | 87,90 km/h     | François Duval Stéphane Prévot |
| Frazione 2 (18 ott) | PS9   | 11:29 | Col de Carazzi - Bastelica 1                 | 40,94 km  | Gilles Panizzi Hervé Panizzi   | 27'23"5 | 89,68 km/h     | François Duval Stéphane Prévot |
| Frazione 2 (18 ott) | PS10  | 14:07 | Ampaza - Petreto 2                           | 38,64 km  | Petter Solberg Phil Mills      | 25'20"7 | 91,47 km/h     | François Duval Stéphane Prévot |
| Frazione 2 (18 ott) | PS11  | 15:10 | Pont de la Masina - Col St. Georges 2        | 15,42 km  | Petter Solberg Phil Mills      | 10'22"3 | 89,20 km/h     | François Duval Stéphane Prévot |
| Frazione 2 (18 ott) | PS12  | 17:03 | Col de Carazzi - Bastelica 2                 | 40,94 km  | Petter Solberg Phil Mills      | 27'15"6 | 90,11 km/h     | Petter Solberg Phil Mills      |
|                     |       |       |                                              |           |                                |         |                | Petter Solberg Phil Mills      |
| Frazione 3 (19 ott) | PS13  | 08:13 | Penitencier Coti - Chiavari - Pietra Rossa 1 | 24,24 km  | Sébastien Loeb Daniel Elena    | 15'19"0 | 94,96 km/h     | Petter Solberg Phil Mills      |
| Frazione 3 (19 ott) | PS14  | 08:55 | Pont de Calzola - Agosta 1                   | 31,81 km  | Sébastien Loeb Daniel Elena    | 19'47"2 | 96,46 km/h     | Petter Solberg Phil Mills      |
| Frazione 3 (19 ott) | PS15  | 11:47 | Penitencier Coti - Chiavari - Pietra Rossa 2 | 24,24 km  | Sébastien Loeb Daniel Elena    | 15'25"4 | 94,30 km/h     | Petter Solberg Phil Mills      |
| Frazione 3 (19 ott) | PS16  | 12:30 | Pont de Calzola - Agosta 2                   | 31,81 km  | Sébastien Loeb Daniel Elena    | 19'56"4 | 95,72 km/h     | Petter Solberg Phil Mills      |

## Classifiche mondiali
Classifica piloti
| Pos. | Pos. | Pilota             | Punti |
| ---- | ---- | ------------------ | ----- |
| 1    | 2    | Carlos Sainz       | 61    |
| 2    | 2    | Petter Solberg     | 58    |
| 3    | 2    | Richard Burns      | 58    |
| 4    | 2    | Sébastien Loeb     | 55    |
| 5    | 1    | Marcus Grönholm    | 43    |
| 6    | 1    | Markko Märtin      | 43    |
| 7    |      | Colin McRae        | 40    |
| 8    |      | Tommi Mäkinen      | 23    |
| 9    | 1    | François Duval     | 21    |
| 10   | 1    | Harri Rovanperä    | 18    |
| 11   |      | Gilles Panizzi     | 17    |
| 12   |      | Toni Gardemeister  | 9     |
| 13   |      | Didier Auriol      | 4     |
| 14   |      | Mikko Hirvonen     | 3     |
| 15   |      | Cédric Robert      | 3     |
| 16   |      | Alister McRae      | 3     |
| 17   |      | Armin Schwarz      | 3     |
| 18   |      | Janne Tuohino      | 2     |
| 19   | 2    | Philippe Bugalski  | 1     |
| 20   | 1    | Freddy Loix        | 1     |
| 21   | 1    | Alistair Ginley    | 1     |
| 22   | 1    | Sebastian Lindholm | 1     |

Classifica costruttori WRC
| Pos. | Pos. | Squadra                  | Punti |
| ---- | ---- | ------------------------ | ----- |
| 1    |      | Citroën Total            | 137   |
| 2    |      | Marlboro Peugeot Total   | 129   |
| 3    |      | 555 Subaru WRT           | 88    |
| 4    |      | Ford Rallye Sport        | 78    |
| 5    |      | Škoda Motorsport         | 21    |
| 6    |      | Hyundai World Rally Team | 12    |